# Temporada 2015-2016 del Liceu
La temporada 2015-2016 del Liceu destaca, entre altres coses, per l'estrena absoluta a l'Estat espanyol de l'òpera Written on Skin, de George Benjamin, així com pel retorn de l'òpera Benvenuto Cellini, d'Hector Berlioz.
Trenta-un anys després de la darrera representació escenificada al Liceu, tornava a Barcelona una de les obres més famoses de Verdi, Nabucco. En aquesta versió, el director d'escena Daniele Abbado reinterpretava l'opressió babilònica dels hebreus situant la trama als anys de l'Holocaust del segle xx.
Estrenada el 1838 no va ser fins al 1977 que arribà Benvenuto Cellini al Liceu, en l'únic cop que s'havia representat aquesta obra al Liceu abans d'aquesta temporada. Terry Gilliam, integrant de Monty Python i director de pel·lícules com Brazil, va presentar una producció divertida, acolorida i fresca –que incloïa acròbates– del clàssic de Berlioz.
Debut mundial de Juan Diego Flórez en el rol d'Edgardo, a la segona òpera més representada de Donizetti, Lucia di Lammermoor. L'escenografia basada en una torre inclinada de vidre, era un paisatge de destrucció i desolació, recordant que el país està en guerra, esquinçat per les ambicions dels clans rivals.
En aquesta temporada varen coincidir els dos Otello del repertori, el de Verdi i el de Rossini. El primer amb una producció a l'interior d'un vaixell als nostres dies, que posava l'accent en el realisme d'una guerra que conté la història d'amor i els personatges. El segon en versió de concert i amb Gregory Kunde.
Tercera i darrera jornada de la tetralogia de l'anell, sota la direcció de Robert Carsen, on va mostrar, en una producció espectacular, com l'ésser humà viola les lleis de la natura en un impuls autodestructiu.
Written on Skin de George Benjamin, en versió semiescenificada, es basà en la realitzada per Benjamin Davis per al Festival d'Ais de Provença del 2012.
Plácido Domingo, Leo Nucci i Giovanni Meoni, varen ser tres grans intèrprets, tres opcions per gaudir de Simon Boccanegra. En una posada en escena de José Luis Gómez que destacà per ser austera, neta, abstracta i distanciada de referents històrics que poguessin distorsionar el missatge universal de l'obra.
El 15 d'abril es va estrenar Serse de Händel. Estrenada el 1738, és considerada per molts la seva òpera més mozartiana.
L'aclamada Joyce DiDonato i el debut d'Ekaterina Siurina varen interpretar Romeu i Julieta a I Capuleti e i Montecchi de Bellini amb el retorn de les exitoses Patrizia Ciofi i Silvia Tro Santafe. La producció amb vestuari del dissenyador francès Christian Lacroix cerca «revelar l'interior ocult i fràgil dels personatges» (Boussard).
Una producció de La Bohème de Puccini transportada al voltant del 1930 (100 anys després de l'original), la va convertir en fresca, molt teatral i en un marc escenogràfic força tradicional. Amb la participació d'Olga Kulchynska i Anatoli Sivko, dos dels guanyadors de l'edició 2015 del Concurs Tenor Viñas, en els rols de Musetta i Colline.
La temporada va acabar amb La flauta màgica de Mozart, que barrejava cantants amb animacions acolorides en una estètica del cinema mut dels anys 20.

## Òperes representades
| Temporada 2015-2016 del Liceu |                         |                        |                               | | | |                                                                     |
| Òpera                         | Compositor              | Direcció musical       | Direcció d'escena             | Papers principals | Segon repartiment                                                                                    | Producció | Dates                                                               |
| Nabucco                       | Giuseppe Verdi          | Daniel Oren            | Daniele Abbado                | Ambrogio Maestri, Martina Serafin, Vitalij Kowaljow, Roberto de Biasio, Marianna Pizzolato, Alessandro Guerzoni, Javier Palacios, Anna Puche                                              | Luca Salsi, Tatiana Melnychenko, Enrico Iori, Alejandro Roy                                          | Gran Teatre del Liceu, Fondazione Teatro alla Scala (Milà), Royal Opera House Covent Garden (Londres) i Lyric Opera of Chicago | 7, 9, 10, 14, 16, 17, 18, 19, 21 i 22 d'octubre                     |
| Benvenuto Cellini             | Hector Berlioz          | Josep Pons             | Terry Gilliam                 | John Osborn, Kathryn Lewek, Maurizio Muraro, Ashley Holland, Eric Halfvarson, Annalisa Stroppa, Francisco Vas, Valeriano Lanchas, Manel Esteve, Antoni Comas                              | Adrian Xhema, Lidia Vinyes                                                                           | English National Opera (Londres), Dutch National Opera & Ballet (Amsterdam)                                                    | 8, 10, 12, 14, 16 i 19 de novembre                                  |
| Lucia di Lammermoor           | Gaetano Donizetti       | Marco Armiliato        | Damiano Michieletto           | Elena Mosuc, Juan Diego Flórez, Marco Caria, Simón Orfila, Albert Casals, Jorge Rodríguez Norton, Sandra Ferrández                                                                        | María José Moreno, Ismael Jordi, Giorgio Caoduro, Marko Mimica                                       | Opernhaus Zürich | 4, 5, 7, 10, 11, 12, 14, 15, 17, 18, 20, 23, 27 i 29 de desembre    |
| Otello                        | Giuseppe Verdi          | Philippe Auguin        | Andreas Kriegenburg           | Aleksandrs Antonenko, Carmen Giannattasio, Marco Vratogna, Alexey Dolgov, Vicenç Esteve Madrid, Roman Ialcic, Olesya Petrova, Damián del Castillo                                         | Stuart Neill, Ermonela Jaho, Ivan Inverardi                                                          | Deutsche Oper Berlin | 21, 26, 27, 29 i 31 de gener; 1, 4, 5 i 7 de febrer                 |
| Otello                        | Gioachino Rossini       | Christopher Franklin   | Versió de concert             | Gregory Kunde, Julia Lezhneva, Dmitry Korchak, Yijie Shi, Josè Maria Lo Monaco, Mirco Palazzi, Josep Fadó, Beñat Egiarte                                                                  | | | 3 i 6 de febrer                                                     |
| Götterdämmerung               | Richard Wagner          | Josep Pons             | Robert Carsen                 | Lance Ryan, Samuel Youn, Hans Peter König, Oskar Hillebrandt, Iréne Theorin, Jacquelyn Wagner, Michaela Schuster, Cristina Faus, Pilar Vázquez, Isabella Gaudí, Anna Alàs, Marina Pinchuk | | Bühnen der Stadt Köln (Colònia)                                                                                                | 28 de febrer i 3, 7, 11, 14, 19 de març                             |
| Written on Skin               | George Benjamin         | Benjamin Davis         | Versió semiescenificada       | Christopher Purves, Barbara Hannigan, Tim Mead, Victoria Simmonds, Robert Murray | | Mahler Chamber Orchestra (MCO)                                                                                                 | 16 de març                                                          |
| Simon Boccanegra              | Giuseppe Verdi          | Massimo Zanetti        | José Luis Gómez               | Leo Nucci, Barbara Frittoli, Fabio Sartori, Vitalij Kowaljow, Àngel Òdena, Damián del Castillo, Francisco Vas                                                                             | Giovanni Meoni, Placido Domingo, Davinia Rodríguez, Ramón Vargas, Ferruccio Furlanetto, Elia Fabbian | | 12, 17, 22, 23, 25, 26, 28 i 29 d'abril                             |
| Serse                         | Georg Friedrich Händel  | Jean-Christoph Spinosi | Versió de concert             | Malena Ernman, Hannah Rusahr, David DQ Lee, Verónica Cangemi, Marina de Liso, Christian Senn, Luigi de Donato                                                                             | | Ensemble Matheus | 15 i 16 d'abril                                                     |
| I Capuleti e i Montecchi      | Vincenzo Bellini        | Riccardo Frizza        | Vincent Boussard              | Joyce DiDonato, Patrizia Ciofi, Antonino Siragusa, Simón Orfila, Marco Spotti | Silvia Tro Santafé, Ekaterina Siurina, Celso Albelo                                                  | Bayerische Staatsoper (Múnic), San Francisco Opera                                                                             | 17, 20, 22, 23, 25, 26, 28, 29, 31 de maig i 1 de juny              |
| La Bohème                     | Giacomo Puccini         | Marc Piollet           | Jonathan Miller               | Tatiana Monogarova, Nathalie Manfrino, Mathew Polenzani, Artur Rucinski, David Menéndez, Paul Gay, Fernando Latorre                                                                       | Eleonora Buratto, Olga Kulchynska, Saimir Pirgu, Gabriel Bermúdez, Isaac Galán, Anatoli Sivko        | English National Opera, Cincinnati Opera                                                                                       | 18, 19, 20, 21, 22, 27, 28, 30 de juny i 1, 2, 3, 6, 7, 8 de juliol |
| La flauta màgica              | Wolfgang Amadeus Mozart | Henrik Nánási          | Suzanne Andrade, Barrie Kosky | Maureen Mc Kay, Allan Clayton, Dominik Köninger, Dimitry Ivashchenko, Olga Pudova | Adela Zaharia, Adrian Strooper, Tom Erik Lie, Thorsten Grümbel, Christina Poulitsi                   | Komische Oper Berlín | 18, 20, 21, 22, 23, 24, 26, 27 i 28 de juliol                       |